# Verînî, Jovkva
Verînî (în ucraineană Верини) este un sat în comuna Boianeț din raionul Jovkva, regiunea Liov, Ucraina.

## Demografie
Componența lingvistică a localității Verînî
     Ucraineană (100%)
Conform recensământului din 2001, toată populația localității Verînî era vorbitoare de ucraineană (100%).